# Council of Legal Education (Engeland en Wales)
De Council of Legal Education (CLE) was van 1852 tot 1997 een toezichthoudende opleidingsraad in Engeland en Wales. Hij was opgericht door de vier Inns of Court om de juridische opleiding van barristers te reguleren en te verbeteren.

## Geschiedenis
De Council werd in 1852 opgericht door de Inns of Court (organisatie van barristers) en bestond oorspronkelijk uit acht leden onder leiding van Richard Bethell; twee leden uit elke Inn. De Council hield toezicht op de opleiding van studenten aan de Inns of Court en stelde aanvankelijk vijf leerstoelen in. Hoogleraren gaven les aan de studenten van de Inns, die een bepaald aantal lezingen moesten bijwonen om tot de balie te worden toegelaten. In 1872 werd het lidmaatschap van het Council uitgebreid tot twintig en werden verplichte examens voor de oproep tot de balie ingevoerd.
Door de oprichting van de Senat of the Inns of Court and the Bar in 1967 werd de Council een onderafdeling van die Senaat in plaats van een onafhankelijke organisatie. Vertegenwoordigers van de Bar Council werden toegevoegd aan de CLE.
In 1997 werd de Council opgeheven. De activa werden overgedragen aan de Inns of Court School of Law, de onderwijs- en opleidingsfuncties aan de Inns of Court and Bar Educational Trust en de regelgevende functies aan de General Council of the Bar.